# Титов, Альберт Константинович
Альберт Константинович Титов — советский хозяйственный, государственный и политический деятель.

## Биография
Родился в 1927 году в Рыбинске. Член КПСС.
С 1946 года — на хозяйственной, общественной и политической работе. В 1946—1987 гг. — техник, механик, заместитель начальника отдела механизации, секретарь парткома, заместитель главного инженера на Уральском заводе химического машиностроения.
За разработку и осуществление комплекса мероприятий по научной организации труда был в составе коллектива удостоен Государственной премии СССР в области науки и техники 1969 года.
Умер в Екатеринбурге 11 июля 2006 года, похоронен на Сибирском кладбище Екатеринбурга.